# Fès-Stadion
Das Fès-Stadion (arabisch المركب الرياضي لفاس), auch Stade du Complexe Sportif de Fès oder kurz Complexe Sportif de Fès genannt, ist ein Fußballstadion mit Leichtathletikanlage in der marokkanischen Stadt Fès. Es wurde am 25. November 2007 eröffnet und fasst heute 45.000 Zuschauer auf Sitzplätzen. Die lokalen Fußballvereine Maghreb Fez und Wydad de Fès tragen hier ihre Heimspiele aus.